# 約翰娜·瑪格達列娜 (薩克森-魏森費爾斯)
約翰娜·瑪格達列娜（德語：Johanna Magdalena，1708年3月17日—1760年1月25日），庫爾蘭公爵夫人，薩克森-魏森費爾斯公爵約翰·格奧爾格的女兒。

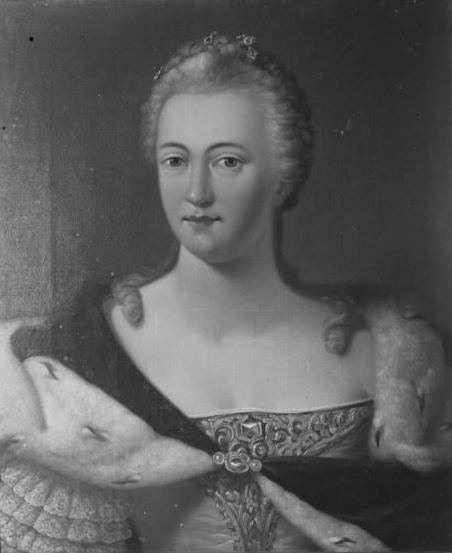
約翰娜·瑪格達列娜

1730年，22歲的約翰娜·瑪格達列娜與74歲的庫爾蘭公爵斐迪南·克特勒結婚，兩人沒有子女。